# مارتو ونتولرا
مارتو ونتولرا (انگلیسی: Martí Ventolrà؛ ۱۶ دسامبر ۱۹۰۶ – ۵ ژوئن ۱۹۷۷) بازیکن فوتبال اهل اسپانیا بود.
از باشگاه‌هایی که در آن بازی کرده‌است می‌توان به باشگاه فوتبال بارسلونا، باشگاه فوتبال اسپانیول، و باشگاه فوتبال سویا اشاره کرد.
وی همچنین در تیم ملی فوتبال اسپانیا بازی کرده‌است.